# Dyskografia Big Seana
Dyskografia amerykańskiego rapera Big Seana składa się z czterech albumów studyjnych, czterech mixtape'ów, czterdziestu jeden singli oraz ośmiu singli promocyjnych.
28 czerwca 2011 roku wydał swój debiutancki album Finally Famous nakładem wytwórni GOOD Music oraz Def Jam Recordings. Krążek dotarł na 3. miejsce amerykańskiej listy przebojów Billboard 200. W Stanach Zjednoczonych pokrył się platyną.

## Albumy

### Albumy studyjne
| Tytuł                                                   | Informacje                                                                                    | Najwyższe pozycje na listach | Najwyższe pozycje na listach | Najwyższe pozycje na listach | Najwyższe pozycje na listach | Najwyższe pozycje na listach | Najwyższe pozycje na listach | Najwyższe pozycje na listach | Najwyższe pozycje na listach | Najwyższe pozycje na listach | Najwyższe pozycje na listach | Certyfikat |
| Tytuł                                                   | Informacje                                                                                    | US                           | US R&B/HH                    | US Rap                       | AUS                          | BEL(FL)                      | CAN                          | GER                          | NZ                           | SWI                          | UK                           | Certyfikat |
| ------------------------------------------------------- | --------------------------------------------------------------------------------------------- | ---------------------------- | ---------------------------- | ---------------------------- | ---------------------------- | ---------------------------- | ---------------------------- | ---------------------------- | ---------------------------- | ---------------------------- | ---------------------------- | ---------- |
| Finally Famous                                          | - Wydany: 28 czerwca 2011 (USA) - Wytwórnia: GOOD, Def Jam - Format: CD, LP, digital download | 3                            | 2                            | 1                            | —                            | —                            | 20                           | —                            | —                            | —                            | —                            | - platyna  |
| Hall of Fame                                            | - Wydany: 27 sierpnia 2013 - Wytwórnia: GOOD, Def Jam - Format: CD, LP, digital download      | 3                            | 1                            | 1                            | —                            | 149                          | 10                           | —                            | —                            | —                            | 56                           | - złoto    |
| Dark Sky Paradise                                       | - Wydany: 24 lutego 2015 - Wytwórnia: GOOD, Def Jam - Format: CD, LP, digital download        | 1                            | 1                            | 1                            | 28                           | 88                           | 5                            | 76                           | 23                           | 41                           | 23                           | - platyna  |
| I Decided                                               | - Wydany: 3 lutego 2017 - Wytwórnia: GOOD, Def Jam - Format: CD, LP, digital download         | 1                            | 1                            | 1                            | 14                           | 67                           | 1                            | 62                           | 12                           | 39                           | 12                           | - platyna  |
| „—” oznacza, że album nie był notowany na danej liście. |                                                                                               |                              |                              |                              |                              |                              |                              |                              |                              |                              |                              |            |

### Albumy kolaboracyjne
| Title                              | Informacje o albumie | Najwyższa pozycja na listach | Najwyższa pozycja na listach | Najwyższa pozycja na listach |
| Title                              | Informacje o albumie | US                           | US R&B /HH                   | US Rap                       |
| ---------------------------------- | --- | ---------------------------- | ---------------------------- | ---------------------------- |
| Twenty88 (z Jhené Aiko)            | - Wydany: 1 kwietnia 2016 - Wytwórnia: GOOD, Def Jam, ARTium - Formaty: CD, digital download                                  | 5                            | 1                            | 1                            |
| Double or Nothing (z Metro Boomin) | - Wydany: 8 grudnia 2017 - Wytwórnia: GOOD, Def Jam, Boominati Worldwide, Republic - Formaty: CD, digital download, streaming | 6                            | 2                            | 2                            |

### Mixtape’y
| Tytuł                               | Informacje                                                                                 |
| ----------------------------------- | ------------------------------------------------------------------------------------------ |
| Finally Famous Vol. 1: The Mixtape  | - Wydany: 24 listopada 2007 (USA) - Wytwórnia: GOOD, Def Jam - Format: Digital download    |
| Finally Famous Vol. 2: UKNOWBIGSEAN | - Wydany: 21 kwietnia 2009 (USA) - Wytwórnia: GOOD, Def Jam - Format: Digital download     |
| Finally Famous Vol. 3: BIG          | - Wydany: 20 października 2010 (USA) - Wytwórnia: GOOD, Def Jam - Format: Digital download |
| Detroit                             | - Wydany: 5 września 2012 (USA) - Wytwórnia: GOOD, Def Jam - Format: Digital download      |

## Single

### Jako główny artysta
| Tytuł                                                                                       | Rok  | Najwyższa pozycja na listach | Najwyższa pozycja na listach | Najwyższa pozycja na listach | Najwyższa pozycja na listach | Najwyższa pozycja na listach | Najwyższa pozycja na listach | Najwyższa pozycja na listach | Najwyższa pozycja na listach | Certyfikat                                         | Album                      |
| Tytuł                                                                                       | Rok  | US                           | USR&B/HH                     | USRap                        | AUS                          | CAN                          | NZ                           | UK                           | UK R&B                       | Certyfikat                                         | Album                      |
| ------------------------------------------------------------------------------------------- | ---- | ---------------------------- | ---------------------------- | ---------------------------- | ---------------------------- | ---------------------------- | ---------------------------- | ---------------------------- | ---------------------------- | -------------------------------------------------- | -------------------------- |
| „What U Doin?"                                                                              | 2010 | —                            | —                            | —                            | —                            | —                            | —                            | —                            | —                            |                                                    | Finally Famous Vol. 3: Big |
| „My Last" (feat. Chris Brown)                                                               | 2011 | 30                           | 4                            | 1                            | —                            | —                            | —                            | —                            | —                            | - : Platyna                                        | Finally Famous             |
| „Marvin & Chardonnay" (feat. Kanye West i Roscoe Dash)                                      | 2011 | 32                           | 1                            | 4                            | —                            | —                            | —                            | —                            | —                            | - : Platyna                                        | Finally Famous             |
| „Dance (A$$)" (feat. Nicki Minaj)                                                           | 2011 | 10                           | 3                            | 2                            | —                            | 69                           | —                            | —                            | —                            | - : 4× Platyna                                     | Finally Famous             |
| „Mercy" (z Kanye West, Pusha T i 2 Chainz)                                                  | 2012 | 13                           | 1                            | 1                            | 60                           | 46                           | —                            | 55                           | 9                            | - : 4× Platyna                                     | Cruel Summer               |
| „Clique" (z Kanye West i Jay-Z)                                                             | 2012 | 12                           | 2                            | 2                            | 39                           | 17                           | —                            | 22                           | 4                            | - : 3× Platyna - : Srebro                          | Cruel Summer               |
| „Guap"                                                                                      | 2012 | 71                           | 21                           | 17                           | —                            | —                            | —                            | —                            | —                            | - : Platyna                                        | Hall of Fame               |
| „Switch Up" (feat. Common)                                                                  | 2013 | —                            | 50                           | —                            | —                            | —                            | —                            | —                            | —                            |                                                    | Hall of Fame               |
| „Beware" (feat. Lil Wayne i Jhené Aiko)                                                     | 2013 | 38                           | 10                           | 6                            | —                            | —                            | —                            | 183                          | 26                           | - : 2× Platyna                                     | Hall of Fame               |
| „Fire"                                                                                      | 2013 | —                            | 46                           | —                            | —                            | —                            | —                            | —                            | —                            |                                                    | Hall of Fame               |
| „Ashley" (feat. Miguel)                                                                     | 2013 | —                            | —                            | —                            | —                            | —                            | —                            | —                            | —                            |                                                    | Hall of Fame               |
| „10 2 10" (Remix) (feat. Rick Ross i Travis Scott)                                          | 2014 | —                            | —                            | —                            | —                            | —                            | —                            | —                            | —                            |                                                    | Singel niealbumowy         |
| „I Don't Fuck with You" (feat. E-40)                                                        | 2014 | 11                           | 1                            | 1                            | 47                           | 35                           | 25                           | 67                           | 8                            | - : 5× Platyna - : Złoto - : Złoto - : 3× Platyna  | Dark Sky Paradise          |
| „Paradise"                                                                                  | 2014 | 99                           | 34                           | 23                           | —                            | —                            | —                            | —                            | —                            | - : Platyna                                        | Dark Sky Paradise          |
| „Blessings" (feat. Drake lub Drake i Kanye West)                                            | 2015 | 28                           | 10                           | 5                            | —                            | 59                           | —                            | 139                          | —                            | - : 3× Platyna - : Platyna                         | Dark Sky Paradise          |
| „One Man Can Change the World" (feat. Kanye West i John Legend)                             | 2015 | 82                           | 27                           | 21                           | —                            | —                            | —                            | —                            | —                            | - : Platyna                                        | Dark Sky Paradise          |
| „Play No Games" (feat. Chris Brown i Ty Dolla Sign)                                         | 2015 | 84                           | 28                           | 21                           | —                            | —                            | —                            | —                            | —                            | - : Platyna                                        | Dark Sky Paradise          |
| „Champions" (z Kanye West, Gucci Mane, 2 Chainz, Travis Scott, Yo Gotti, Quavo i Desiigner) | 2016 | 71                           | 22                           | 15                           | —                            | —                            | —                            | 128                          | —                            | - : Platyna                                        | Cruel Winter               |
| „No More Interviews"                                                                        | 2016 | —                            | —                            | —                            | —                            | —                            | —                            | —                            | —                            |                                                    | Singel niealbumowy         |
| „Bounce Back"                                                                               | 2016 | 6                            | 3                            | 3                            | 52                           | 17                           | 28                           | 67                           | 9                            | - : 4× Platyna - : Złoto - : Srebro - : 2× Platyna | I Decided                  |
| „Moves"                                                                                     | 2017 | 38                           | 15                           | 9                            | —                            | 46                           | —                            | —                            | 21                           | - : Platyna                                        | I Decided                  |
| „Jump Out the Window"                                                                       | 2017 | 76                           | 29                           | —                            | —                            | 93                           | —                            | —                            | —                            | - : Złoto                                          | I Decided                  |
| „Pull Up N Wreck" (z Metro Boomin feat. 21 Savage)                                          | 2017 | 80                           | 33                           | —                            | —                            | 82                           | —                            | —                            | —                            |                                                    | Double or Nothing          |
| „So Good" (z Metro Boomin feat. Kash Doll)                                                  | 2018 | —                            | —                            | —                            | —                            | —                            | —                            | —                            | —                            |                                                    | Double or Nothing          |